# Markenregister
Das Markenregister ist in Deutschland das der Warenzeichenrolle nachfolgende Register. Mit der Reform des Markenrechts wurde das Markenregister geschaffen, das vom Deutschen Patent- und Markenamt in München geführt wird (§ 62 MarkenG i. V. m. § 24, § 27 MarkenV).
Datenbankabfragen von Patenten, Gebrauchsmustern, Marken und Geschmacksmustern sind unentgeltlich beim Deutschen Patent- und Markenamt auf deren Webseite möglich.